# Бройтман, Самсон Наумович
Самсон Наумович Бройтман (27 октября 1937, Одесса, СССР — 16 декабря 2005, Москва, Россия) — советский и российский учёный-филолог и литературовед, доктор филологических наук, автор первого в мире учебника по исторической поэтике, крупнейший специалист в области теории и истории русской лирики XIX — начала XX века.

## Биография
Родился в Одессе. В 1937 году его родители Наум и Идис Бройтман были кратковременно арестованы, после чего уехали из Одессы в Махачкалу. В 1959 году окончил историко-филологический факультет Дагестанского университета, после этого работал учителем в школе селения Кахиб в одном из горных районов республики, затем в школах Махачкалы.
Научные интересы Бройтмана сформировались под воздействием работ Александра Веселовского и Михаила Бахтина, к которому он ездил в 1969 и 1972 годах.
С 1965 по 1993 год преподавал теорию литературы, историю русской литературы конца XIX — начала XX века и историческую поэтику на кафедре русской и советской литературы Дагестанского университета, с 1967 года публиковал научные работы. Кружок исторической поэтики, который вёл Самсон Наумович в ДГУ, был настоящей творческой мастерской. На заседаниях кружка делали свои первые доклады будущие учёные-филологи. В 1969 году подготовил к защите кандидатскую диссертацию «Лирический эпос В. Луговского: проблема жанра», которую защитил в Донецке в 1972 году. В 1989 году защитил в ИМЛИ АН СССР докторскую диссертацию «Русская лирика XIX — начала XX века в свете исторической поэтики (субъектно-образная структура)» (официальные оппоненты Н. К. Гей, В. А. Грехнёв, Л. А. Колобаева).
В 1993 году стал профессором кафедры теоретической и исторической поэтики РГГУ. За 12 лет работы в Москве написал немало книг и статей, принимал участие в работе над литературоведческими словарями.
В 1992 году погибла его первая жена Сталина Бачинская (1937–1992) — поэт, художник, педагог, искусствовед, преподавала историю искусства в Дагестанском художественном училище им. М. Джемала более 30 лет.
Вторым браком был женат на литературоведе Н. С. Павловой.
Скончался на 69-м году жизни после тяжёлой болезни. Урна с прахом захоронена в колумбарии на Ваганьковском кладбище.
Дочь — Марина Бройтман (род. 1962), живет в Израиле.
Сын — художник Ярослав Бройтман (род. 1966), живет в Германии.

## Основные работы
- Проблема диалога в русской лирике первой половины XIX века: Учеб. пособие по спецкурсу / Даг. гос. ун-т им. Ленина. — Махачкала, 1983. — 80 с.
- К проблеме диалога в реалистической лирике Пушкина // Вопросы историзма и реализма в русской литературе XIX — начала XX в. — Л., 1985. — С. 157—170.
- К проблеме субъектно-образной целостности позднеклассической лирики // Проблема автора в художественной литературе. — Ижевск, 1990. — С. 120—131.
- «Неклассический» тип субъектной структуры в лирике символизма // Проблемы типологии русской литературы XX в. — Пермь, 1991. — С. 25—40.
- Три концепции лирики (проблема субъектной структуры) // Известия РАН. Серия литературы и языка. 1995. № 1. — С. 18—29.
- Русская лирика XIX — начала XX века в свете исторической поэтики (субъектно-образная структура). — М.: РГГУ, 1997. — 306 с.
- Бахтинский тезаурус: материалы и исследования. Сб. статей / М.: РГГУ, 1997. — 183 с. [Чл. редкол., авт. ст.]
- Наследие М. М. Бахтина и историческая поэтика // Диалог. Карнавал. Хронотоп. — 1998. — № 4. — С. 14—32.
- Теория поэтического языка А. Ф. Лосева и проблема поэтического многоязычия // Лосевские чтения: Образ мира — структура и целое. — М., 1999. — С. 289—297.
- Неявное в поэтике Пушкина // Russian Language Journal. Vol. 53. — Michigan, 1999. — C. 73—95.
- Поэтика стихотворения Пушкина «Для берегов отчизны дальной…» // Русская словесность. 1999. № 2. — С. 8—13.
- Из словаря «Русский символизм»: Символ. Ирония // Дискурс. — М., 2000. № 8—9. — С. 234—243.
- Историческая поэтика: учеб. пособие. — М., 2001. — 420 с.
- Тайная поэтика Пушкина / РГГУ, Твер. гос. ун-т. — Тверь, 2002. — 110 с. (Лит. текст: пробл. и методы исслед.; Прил. Сер: Лекции в Твери).
- Теория литературы. / Соавт.: Тамарченко Н. Д., Тюпа В. И. — В 2 тт. — М.: Академия, 2004. — Т. 1 (Теория художественного дискурса. Теоретическая поэтика. 512 с.); Т. 2 (Историческая поэтика. 368 с.).
- Историческая поэтика: Хрестоматия-практикум. — М.: Академия, 2004. — 352 с.
- Анализ художественного текста: Лирическое произведение: Хрестоматия / Сост. и примеч. Д. М. Магомедовой, С. Н. Бройтмана. — М.: РГГУ, 2005. — 334 с.
- Поэтика книги Бориса Пастернака «Сестра моя — жизнь». — М.: Прогресс-Традиция, 2007. — 608 с.